# Lida Salin
Lida Irene Salin, född 26 november 1885 i Asikkala, död 29 september 1946 i Helsingfors, var en finländsk skådespelare.
Salin var dotter till affärsmannen Karl Walldèn och Gustava Mickelson. Salin arbetade till en början på ett boktryckeri och tog anställning vid Sörnäs arbetarteater 1905.Hon filmdebuterade 1936 och medverkade i 32 filmer fram till 1946. Salin var mor till Holger Salin.

## Filmografi[2]
- Tee työ ja opi pelaamaan, 1936
- Forsfararens brud, 1937
- Varastettu kuolema, 1938
- Elinan surma, 1938
- Eteenpäin - elämään, 1939
- Kaksi Vihtoria, 1939
- Vihtori ja Klaara, 1939
- Bättre fly än illa fäkta, 1939
- Tösen från Stormyrtropet, 1940
- SF-Paraati, 1940
- En mans väg, 1940
- Simo Hurtta, 1940
- Tavaratalo Lapatossu ja Vinski, 1940
- Eulalia-täti, 1940
- Var är min dotter?, 1940
- Ketunhäntä kainalossa, 1940
- Poikamies-pappa, 1941
- Onnellinen ministeri, 1941
- Onni pyörii, 1942
- Synnin puumerkki, 1942
- Puck, 1942
- Niin se on, poijaat!, 1942
- Den osynliga fienden, 1943
- Tuomari Martta, 1943
- Maskotti, 1943
- "Herra ja ylhäisyys", 1944
- Dynamitflickan, 1944
- Vägen utför, 1944
- En ole kreivitär, 1945
- Lockfågeln, 1946
- Nuoruus sumussa, 1946
- Oroligt blod, 1946